# Maciej Kurak
Maciej Kurak (ur. 15 kwietnia 1972 w Poznaniu) – polski artysta wizualny, prof. dr hab. Uniwersytetu Artystycznego im. Magdaleny Abakanowicz w Poznaniu. Rektor UAP w Poznaniu w kadencji 2024–2028.  Od 2004 roku tworzy grupy Wunderteam, Grupa 404 i projekt „Galeria Niewielka”. Jest laureatem głównej nagrody Fundacji Deutsche Bank w konkursie Spojrzenia, organizowanym przez Galerię Zachęta w Warszawie, na najciekawszego artystę młodego pokolenia w 2005 roku. W 2006 został uhonorowany Medalem Młodej Sztuki. Laureat Paszportu „Polityki” w kategorii Sztuki wizualne w 2009 roku. Pomysłodawca i współautor projektu graficznego Bunt. Nowe ekspresje poświęconego badaniu spuścizny grupy awangardowej Bunt. 

## Życiorys
Studiował na Wydziale Grafiki ASP w Poznaniu. W 2003 roku obronił doktorat w zakresie grafiki warsztatowej. W 2020 roku uzyskał tytuł profesora w dziedzinie sztuki. W latach 2008–2016 był prodziekanem Wydziału Grafiki i Komunikacji Wizualnej UAP. Od 2009 pełni funkcję kierownika II Pracowni Grafiki – Druk Płaski – Grafika Cyfrowa | Serigrafia UAP. Od 2016 do 2020 roku zajmował stanowisko prorektora ds. rozwoju kadry i promocji UAP, a w latach 2020–2024 pełnił funkcję prorektora ds. naukowo-artystycznych. W 2021 roku powołany został na eksperta ds. ewaluacji przez Ministerstwo Edukacji i Nauki. W 2024 roku został wybrany na Rektora Uniwersytetu Artystycznego im. Magdaleny Abakanowicz w Poznaniu w kadencji 2024–2028.  

## Twórczość

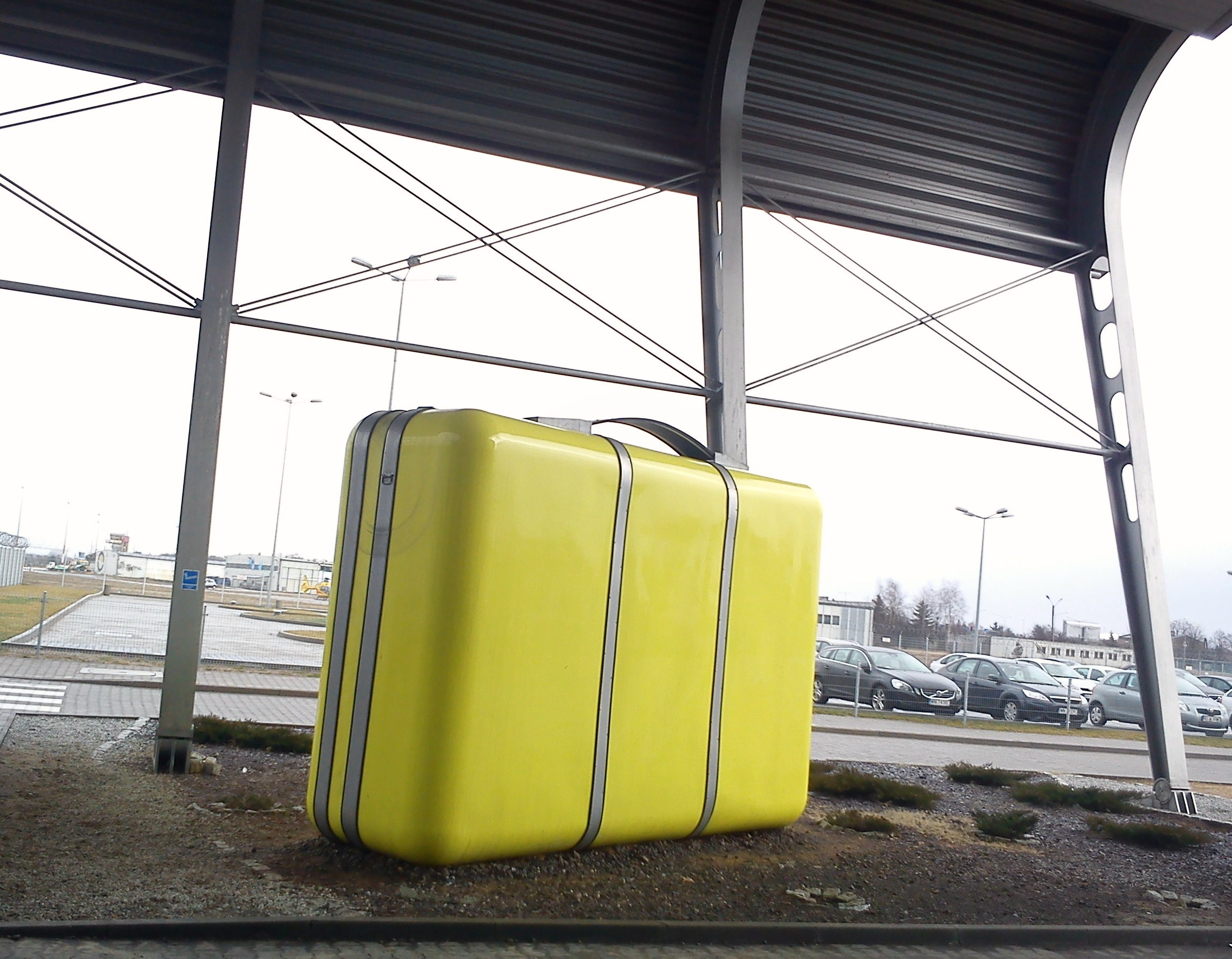
Neseser, Poznań

Macieja Kuraka intrygują prace instalacyjne i symulacje przestrzenne. Przestrzeń fizyczna, organizowana przez architekturę; przestrzeń historyczna, nawarstwiająca się na przedmiotach; przestrzeń symboliczna, odwołująca się do tkwiących w naszej świadomości wyobrażeń i przyzwyczajeń. „Wiele prac Macieja Kuraka zostało zaprojektowanych do przestrzeni publicznej, jednak ich działanie realizuje się w przestrzeni mentalnej widza”.
Obrazuje to katalog prac Macieja Kuraka, ten obejmujący ważne dla niego lata 2000–2010, który nosi tytuł „Sag mir wo die Blumen Sind”? Maciej Kurak tłumaczy: „Jest to tytuł piosenki śpiewanej przez Marlenę Dietrich dla żołnierzy Wermachtu”.
Realizując w tych latach instalacje, instalacje inspirowane architekturą, artysta proponuje nam nowe na nie spojrzenie. Uważa bowiem, że „odsłania ono ukryte, nigdy nie zwerbalizowane historie z naszej wyobraźni”. Na przykład w Poznaniu przy ulicy Żydowskiej, na ścianie, gdzie widoczne były ślady po zburzonym domu, przymocował przypadkowe meble do ścian nośnych budynku – Serenada (2001). Według Macieja Kuraka, było to wspomnienie miejsca, które przestało istnieć. Nostalgiczna, przerwana w połowie „Serenada”, doczekała się prawdopodobnie wielu zakończeń. W Zielonej Górze, również w przestrzeni miejskiej, Maciej Kurak przedstawił Symulację autentyczności (2002), ustawiając w miejscu dwóch zburzonych wcześniej budynków konstrukcje przypominające zapadnięte pod ziemię domy. W tej konstrukcji widoczne były tylko wierzchołki murów, dachy z kominami i antenami satelitarnymi. Ta atrapa, zaistniała na zasadzie, zapadającego się w przestrzeń wspomnienia. W pracy Sweet harmony (2004) z kolei, zestawił w jedno, swoje wyobrażenie idealnego mieszkania z przestrzenią tradycyjnie zamieszkanego domu, która to była już wypełniona przez mieszkańców. Mieszkanie „idealne”, znajdowało się wewnątrz tego mieszkania tradycyjnego, i wypełniało niemal całą przestrzeń. Mieszkanie zewnętrzne zmieniło się więc w korytarz otulający mieszkanie wewnętrzne, które w ten sposób, dla artysty, oraz mieszkańców, stało się intruzem zagarniającym przestrzeń. Dlatego, mieszkanie to, pomimo tego, że „idealne”, nie przystawało więc do otaczającej rzeczywistości. Na pracę To tu i to tam (2006) składała się pokazywana w domku z kartonu też „idealna”, zdaniem Macieja Kuraka, przestrzeń skonstruowana z tego właśnie materiału. Ten cały pokoik, wszystkie sprzęty, jakie się w nim znajdowały, zostały przez artystę wykonane z kartonu.
Wszystkie te prace Macieja Kuraka, poruszają zwykle problem autentyczności przestrzeni.
Maciej Kurak wyjaśnia to tak:

Moja praca mówi o doszukiwaniu się czegoś, podglądaniu, o różnicy między widzeniem a wiedzeniem. Bo czy widzieć to także wiedzieć?”

## Wybrane wystawy i prace
| 2017 | Shortcuts, MUSE Gallery, Hong Kong |
| 2016 | „Higiena”, realizacja w przestrzeni miejskiej, Park Wilsona, Poznań |
| 2014 | Efemeryda, instalacja w Centrum Kultury Zamek, Poznań; udział w wystawie zbiorowej Instalatorzy, realizacja in situ „koronka” Art. Stations Foundation, Poznań |
| 2013 | Już!, Bunkier Sztuki, Kraków; „spółka z o.o.”, instalacja w przestrzeni publicznej Poznań Jeżyce-Sokołowsko; udział w wystawie zbiorowej Twisted Entities, realizacja in situ „1000bar”, Museum Morsbroich, Leverkusen; Concerto for Two Desks, realizacja video w ramach Galerii Niewielkiej (Maciej Kurak/Max Skorwider) Essex, Anglia    |
| 2011 | Organic life, Galeria Śródka, Poznań; wystawa zbiorowa The Power of Fantasy, pokaz pracy „fifty-fifty”, Bozar Centre for fine Arts, Bruksela; działanie w przestrzeni publicznej „Migracja”, w ramach Galerii Niewielkiej (Maciej Kurak/ Max Skorwider), Malmö, Szwecja                                                                     |
| 2010 | Retrospective, prace 2000-2010, High Tension Gallery, Warszawa; Re-kreacja, Wyższa Szkoła Nauk Humanistycznych i Dziennikarstwa, Poznań |
| 2009 | Skratch, lokal_30, Warszawa i Manhattan Gallery, Łódź |
| 2008 | Poznań stawia na sport, Cafe Mięsna, Poznań; In between (z Zuzanną Janin), Galeria Piekary, Poznań; Bicie rekordu, Witryna, Warszawa |
| 2006 | Biurowiec 24h, Wszędzie dobrze tam, gdzie nas nie ma, ind. akcja, ul. Ratajczaka 19, Poznań; To tu i to tam, Galeria AT, Poznań; Fifty fifty, wyst. ind. Ośrodek Propagandy Sztuki, Łódź; W samym centrum uwagi, cz. 5, CSW Warszawa; I wilk syty i owca cała, Kronika, Bytom; Architektura intymna, architektura porzucona, Kronika, Bytom |
| 2005 | Ogródek Jordanowski, Białystok; Crying Game, wyst. ind. Sligo (Irlandia); Pojedynek, Stary Browar, Poznań; Spojrzenia, Galeria Zachęta, Warszawa |
| 2004 | Granice, wyst. ind. Uniwersytet Zielonogórski, Zielona Góra; Sweet harmony wyst. ind. Wildard, ul.Wierzbięcicie 30/4 Poznań, patronat Galeria ON; Zone/strefa, Festiwal Era Nowe Horyzonty, Cieszyn; Bez tytułu, Triennale Młodych, CRP Orońsko; Poznań Art Now, Łódź                                                                       |
| 2003 | Prototyp, wyst. ind. Wieża Ciśnień, Konin; Oder/Odra, Galeria 2yk, Berlin; Oder/Odra, działanie w przest. publ.- jez. Słoneczne, Szczecin |
| 2002 | Dekonstrukcja, wyst. ind. Galeria Wschodnia, Łódź; Precedens 02. Symulacja autentyczności, Zielona Góra |
| 2001 | Serenada, proj. ind. ul. Żydowska, Poznań; Precedens 01. Globalizacja, Tarnowskie Góry |
| 2000 | Przestrzeń, wyst. ind. Galeria Garbary 48, Poznań; Praktiker, Inner Spaces, Poznań |

## Rzeźby plenerowe
- Neseser – Poznań, 2009